# Fordelingsfunktion
Inden for sandsynlighedsregning er en fordelingsfunktion for en stokastisk variabel {\displaystyle X} en særlig funktion hvorudfra alt det sandsynlighedsmæssigt interessante (fordelingen) ved {\displaystyle X} kan udledes.

## Definition
Værdien af fordelingsfunktionen {\displaystyle F} i et punkt {\displaystyle x\in \mathbb {R} } er defineret som sandsynligheden for at den betragtede stokastiske variabel {\displaystyle X} højst er {\displaystyle x}, altså
{\displaystyle F(x)=P(X\leq x)}
hvor {\displaystyle P} er sandsynlighedsmålet.

## Simpel anvendelse
Ovenstående kan også fortolkes som en interval-sandsynlighed:
{\displaystyle P(X\in \left]-\infty ,b\right])=F(b)}
Ønsker man et begrænset interval, foregår det simpelthen således:
{\displaystyle P(X\in \left]a,b\right])=F(b)-F(a)}
Ekstra omhu må udvises ved endepunkterne. For eksempel fås sandsynligheden for et kompakt interval ved
{\displaystyle P(X\in \left[a,b\right])=F(b)-\lim _{x\to a-}F(x)}
hvor grænseværdien er for {\displaystyle x} gående mod {\displaystyle a} fra venstre.
Tilsvarende er punktsandsynligheden
{\displaystyle P(X=a)=F(a)-\lim _{x\to a-}F(x)}

## Egenskaber
Enhver fordelingsfunktion {\displaystyle F} har følgende egenskaber:
- {\displaystyle F} er (ikke nødvendigvis strengt) voksende. Det vil sige at {\displaystyle x_{1}\leq x_{2}} medfører {\displaystyle F(x_{1})\leq F(x_{2})}.
- {\displaystyle F} har asymptoterne {\displaystyle F(x)\to 0} for {\displaystyle x\to -\infty }, samt {\displaystyle F(x)\to 1} for {\displaystyle x\to +\infty }.
- {\displaystyle F} er kontinuert fra højre men ikke nødvendigvis kontinuert. Altså {\displaystyle F(x)\to F(a)} for {\displaystyle x\to a+} i ethvert punkt {\displaystyle a}.

Omvendt vil en vilkårlig funktion med ovennævnte egenskaber være en fordelingsfunktion for en passende stokastisk variabel (i et passende sandsynlighedsfelt).
Såfremt {\displaystyle F} er en kontinuert funktion (altså også fra venstre), behøver man ikke at bekymre sig om hvorvidt endepunkter er med eller ej (ulighedstegn er skarpe eller bløde). Det er tilfældet netop hvis alle punktsandsynligheder {\displaystyle P(X=a)} er nul.
Hvis fordelingen endda er absolut kontinuert, eksisterer der en passende funktion {\displaystyle f} (se tæthedsfunktion) således at fordelingsfunktionen fremkommer ved integration:
{\displaystyle F(x)=\int _{-\infty }^{x}f(t)\;\mathrm {d} t}.
En absolut kontinuert fordeling er også kontinuert.
Hvis den stokastiske variabel er diskret, er grafen for {\displaystyle F} en trappekurve bestående af vandrette linjestykker. Springene som {\displaystyle F} tager mellem "trinnene", svarer da til punktsandsynlighederne, og {\displaystyle F} kan da beregnes ved at summere alle disse spring op til det betragtede punkt.